# Perth Amboy
Perth Amboy is een plaats (city) in de Amerikaanse staat New Jersey, en valt bestuurlijk gezien onder Middlesex County.

## Demografie
Bij de volkstelling in 2000 werd het aantal inwoners vastgesteld op 47.303.
In 2006 is het aantal inwoners door het United States Census Bureau geschat op 48.607, een stijging van 1304 (2.8%).

## Geografie
Volgens het United States Census Bureau beslaat de plaats een oppervlakte van
15,5 km², waarvan 12,4 km² land en 3,1 km² water. Perth Amboy ligt op ongeveer 35 m boven zeeniveau.

## Plaatsen in de nabije omgeving
De onderstaande figuur toont nabijgelegen plaatsen in een straal van 8 km rond Perth Amboy.

## Geboren
- William Dunlap (1766-1839), producer, toneelschrijver, acteur, historicus en portretschilder
- Wilhelmina Douglas Hawley (1860-1958), kunstschilderes
- Harry Tierney (1890-1965), componist en pianist
- Morris Nanton (1929-2009), jazzpianist
- Mark La Mura (1948-2017), acteur
- Richie Sambora (1959), gitarist en zanger
- Jon Bon Jovi (1962), zanger en gitarist Bon Jovi
- Elizabeth Bogush (1977), actrice